# ليبرادو ريبيرا
ليبرادو ريبيرا (بالإنجليزية: Librado Rivera)‏‏ (17 أغسطس 1864 - 1 مارس 1932 في مدينة مكسيكو) صحافي من المكسيك.